# Acantholimon strictum
Acantholimon strictum är en triftväxtart som beskrevs av Ekaterina Georgiewna Czerniakowska. Acantholimon strictum ingår i släktet Acantholimon och familjen triftväxter. Inga underarter finns listade i Catalogue of Life.